# Agrotis anderssoni
Agrotis anderssoni là một loài bướm đêm trong họ Noctuidae.